# Душан Јовановић Ђукин
Душан Јовановић Ђукин (Београд, 16. јун 1891 — Београд, 27. октобар 1945) био је српски вајар.

## Биографија
Рођен је у Београду у породици фотографа Милана Јовановића. Студирао је архитектуру у Дрездену, вајарство на Accademia di Belle Arti у Фиренци 1913 — 1917, затим на École des Beaux-Arts у Паризу. Боравио је у Паризу од 1917. до 1932. године када се враћа у Београд. Са Младеном Јосићем покренуо течај Вечерњег акта на Коларчевом народном универзитету 1927. Био постављен за наставника Школе за примењену уметност 1939. Био је члан уметничког удружења „Лада“. Учествовао је на десетак колективних изложби.
Малобројно Јовановићево дело стилски се ослањало на неокубизам и футуризам чије је радове имао прилике да види за време боравака у Италији и Француској. Био је модернистичког опредељења, склон наглашеној стилизацији форме, њеном свођењу на просторне линије које дају основну контуру масама скулптуре избегавајући детаље. Јовановић је јединствена појава у српском вајарству између два светска рата чије је дело недовољно истражено.
Његова најпознатија дела се налазе у Музеју савремене уметности у Београду: „Жена са шишкама“, „Добошар“, (1936), „Играчица“, (1936), „Девојка са мандолином“, (1936-1938).
Био је ожењен српском глумицом Невенком Урбановом.